# یواس‌اس ریچ (دی‌ئی-۶۹۵)
یواس‌اس ریچ (دی‌ئی-۶۹۵) (به انگلیسی: USS Rich (DE-695)) یک کشتی بود که طول آن ۳۰۶ فوت (۹۳ متر) بود. این کشتی در سال ۱۹۴۳ ساخته شد.